# یوتا فوجی
یوتا فوجی (انگلیسی: Yuta Fujii؛ زادهٔ ۲۵ مهٔ ۱۹۹۱) بازیکن فوتبال اهل ژاپن است.
از باشگاه‌هایی که در آن بازی کرده‌است می‌توان به باشگاه فوتبال یوکوهاما اشاره کرد.